# Ville-au-Montois
Ville-au-Montois è un comune francese di 270 abitanti situato nel dipartimento della Meurthe e Mosella nella regione del Grand Est.

## Società

### Evoluzione demografica
Abitanti censiti